# الپا کلان
الپا کلان (به انگلیسی: Alpa Kalan) یک شهر در پاکستان است که در پنجاب واقع شده‌است.